# Textos Nuzi
Los textos de Nuzi son documentos antiguos encontrados durante una excavación en Nuzi, una antigua ciudad mesopotámica al suroeste de Kirkuk en la actual gobernación de Kirkuk en Irak, ubicada cerca del río Tigris . El sitio consta de un tell multiperíodo de tamaño mediano y dos montículos pequeños de un solo período. Los textos son principalmente documentos legales y comerciales. Anteriormente se los consideraba evidencia de la época y la veracidad de ciertas partes del Antiguo Testamento, especialmente de la era patriarcal, pero la mayoría de los eruditos ahora dudan de esa atribución.

## Sitio arqueológico y tabletas
Las tabletas del sitio comenzaron a aparecer tan temprano como 1896, pero los primeros esfuerzos arqueológicos serios solo comenzaron en 1925 después de que Gertrude Bell notó que aparecían tabletas en los mercados de Bagdad. La excavación fue realizada principalmente por Edward Chiera, Robert Pfeiffer y Richard Starr bajo los auspicios del Museo de Irak y la Escuela de Bagdad de las Escuelas Estadounidenses de Investigación Oriental y más tarde la Universidad de Harvard y el Museo de Arte Fogg . Las excavaciones continuaron hasta 1931. El sitio cuenta con 15 niveles de ocupación. Los cientos de tablillas y otros hallazgos recuperados se publicaron en una serie de volúmenes. Se siguen publicando más hallazgos hasta el día de hoy.
Hasta la fecha, se conocen alrededor de 5000 tablillas, en su mayoría conservadas en el Instituto Oriental, el Museo Semítico de Harvard y el Museo de Irak en Bagdad . Muchos son documentos legales y comerciales de rutina y alrededor de una cuarta parte se refieren a transacciones comerciales de una sola familia. La gran mayoría de los hallazgos son del período hurrita durante el segundo milenio antes de Cristo y el resto se remonta a la fundación de la ciudad durante el Imperio acadio . Un archivo contemporáneo al archivo hurrita en Nuzi ha sido excavado en el "Palacio Verde" en el sitio de Tell al-Fakhar, 35 kilómetros (21,7 mi) al suroeste de Nuzi. Se ha descrito que estas tablillas muestran paralelismos entre la Biblia y la cultura hurrita, como convertir a un esclavo en heredero y usar un sustituto para una esposa estéril. Escribiendo en The Oxford History of the Biblical World, Wayne T. Pitard comenta: "La aparición de los paralelismos de la Edad del Bronce Final con ciertas costumbres religiosas del matrimonio, la herencia y la familia en Génesis no puede usarse como evidencia de que tales historias conservan tradiciones antiguas del segundo milenio, ya que la mayoría de estas costumbres continuaron hasta el primer milenio a. C., cuando se escribieron las narraciones de Génesis. Así que los textos de Nuzi tienen una función limitada, en gran medida ilustrativa".